# Daron Yates
Daron Yates (* 1987 in München) ist ein deutscher Schauspieler.

## Leben
Daron Yates wurde in München-Schwabing geboren. Sein Vater stammt aus Neuseeland, seine Mutter ist deutsch-armenischer Herkunft. Yates spielte seit seinem 7. Lebensjahr Fußball und wirkte bereits früh bei Schulaufführungen mit. Nach seinem Abitur und dem abgeleisteten Zivildienst ging er für insgesamt ein Jahr zunächst nach Australien, wo er ein halbes Jahr in Sydney lebte und in einem Nachtclub jobbte, und anschließend nach Neuseeland, wo er bei der Familie des Vaters lebte und das Land bereiste.
Trotz des Vertragsangebots eines neuseeländischen Fußballclubs kehrte Yates nach Deutschland zurück, nahm in München zuerst einige Monate privaten Schauspielunterricht und absolvierte anschließend von 2010 bis 2014 sein Schauspielstudium an der Bayerischen Theaterakademie. Während seiner Ausbildung wirkte er bereits in verschiedenen Stücken mit, u. a. am Metropoltheater München und in Produktionen des Akademietheater im Prinzregententheater.
Nach seiner Ausbildung hatte er erste Theaterengagements am Grand Théâtre de la Ville de Luxembourg (ab der Spielzeit 2014/15), am Théâtre National du Luxembourg (ab der Spielzeit 2015/16), sowie am Residenztheater München (2015–2016). In der Spielzeit 2017/18 gastierte er am Schauspiel Köln in der Produktion „HOOL“. Von Mai bis September 2018 spielte er, als Nachfolger von Max Hemmersdorfer, im Münchner Werk7 den kriminellen Aushilfslehrer Zeki Müller in der Musical-Adaption Fack ju Göhte – Das Musical.
Yates ist als freier Schauspieler außerdem in diversen Film-, Fernseh- und Kinoproduktionen zu sehen. Er hatte Episodenrollen in mehreren TV-Serien, zunächst u. a. in München 7 (2015), SOKO Kitzbühel (2015, als Straßenmusiker Pino Purfaro) und SOKO München (2017). In der 6. Staffel der Krimiserie Hubert und Staller (2017) spielte er neben Sophie Rogall den „alternativ angehauchten“ Bewohner eines Mietshauses. In der 7. Staffel der TV-Serie WaPo Bodensee (2023) war er in einer Episodenrolle als skrupelloser Liebhaber der Ehefrau eines getöteten Großfischers zu sehen. In der 3. Staffel der Vorabendserie Watzmann ermittelt (2023) übernahm er eine Episodenrolle als Lebensgefährte des tatverdächtigen Sohnes einer getöteten Ladeninhaberin für Trachtenmode. In der 23. Staffel der ZDF-Krimiserie Die Rosenheim-Cops (2023) hatte er eine weitere Episodenhauptrolle als tatverdächtiger Immobilienmakler Olaf Klarwein. In der 11. Staffel der TV-Serie In aller Freundschaft – Die jungen Ärzte (2025) übernahm er eine Episodenhauptrolle als verletzter Bibliothekar Mario Andrea.
Daron Yates, der neben der deutschen Staatsangehörigkeit auch die neuseeländische Staatsbürgerschaft besitzt, lebt in München.

## Filmografie (Auswahl)
- 2015: München 7: Bombenhochzeit (Fernsehserie, eine Folge)
- 2015: SOKO Kitzbühel: Das Marburg-Fieber (Fernsehserie, eine Folge)
- 2015: Der Alte: Innere Werte (Fernsehserie, eine Folge)
- 2016: Nie mehr wie es war
- 2017: SOKO München: Der Mann im Baum (Fernsehserie, eine Folge)
- 2017: Arthur & Claire (Kinofilm)
- 2017: Hubert und Staller: Ein ehrenwertes Haus (Fernsehserie, eine Folge)
- 2018: Nichts zu verlieren (Fernsehfilm)
- 2018: Liebe auf Persisch (Fernsehfilm)
- 2020: Lena Lorenz – Sternenkind (Fernsehreihe)
- 2023: WaPo Bodensee: Fangfrisch (Fernsehserie, eine Folge)
- 2023: Watzmann ermittelt: Trachtenwahnsinn (Fernsehserie, eine Folge)
- 2023: Die Rosenheim-Cops: Kein toter Pfarrer (Fernsehserie, eine Folge)
- 2025: In aller Freundschaft – Die jungen Ärzte: Kartenhäuser (Fernsehserie, eine Folge)